# Conta solo l'avvenire
Conta solo l'avvenire (Tomorrow Is Forever) è un film del 1946 diretto da Irving Pichel.

## Trama
Sul finire della Prima Guerra Mondiale, Elizabeth "Liz" vive a Baltimora e lavora presso la fabbrica chimica della famiglia Hamilton, diretta da Lawrence "Larry" Hamilton. La sua vita viene sconvolta dalla notizia della morte del marito, John Andrew MacDonald, arruolatosi solo un anno prima, mentre aspetta il suo ritorno dalla guerra ed è in attesa di un bambino. In questo periodo difficile, trova conforto in Larry, il suo datore di lavoro. Dopo la nascita del figlio Drew, Liz accetta di sposare Larry, pur avvertendolo che il suo cuore apparterrà sempre a John. Drew cresce ignorando l'identità del suo vero padre. Nel frattempo, in Austria, un soldato americano gravemente ferito, John MacDonald, è curato dal dottor Ludwig. Soffrendo di amnesia a causa delle ferite riportate, assume una nuova identità, Erich Kessler. Nel 1939, con l'ombra della Seconda Guerra Mondiale che si profila, Larry Hamilton, alla ricerca di un chimico esperto per la sua attività, assume proprio Erich Kessler, un rifugiato austriaco fuggito dalle persecuzioni naziste insieme alla piccola Margaret, che presenta come sua figlia. È in questo contesto lavorativo che Kessler viene in contatto con la famiglia Hamilton e fa la loro conoscenza. In realtà, Margaret è la figlia del dottor Ludwig, assassinato insieme alla moglie dai nazisti. La presenza di Kessler in casa Hamilton e la sua interazione con i luoghi che rievocano il suo passato innescano in lui flebili ricordi, e anche Liz nota delle inquietanti somiglianze con il suo defunto primo marito. Le narrazioni di Kessler sulla situazione in Europa e sulla minaccia nazista alimentano ulteriormente il desiderio di Drew di combattere. Così, contravvenendo al volere dei genitori, Drew parte segretamente per il Canada ma Kessler, sebbene in precarie condizioni di salute, lo segue e lo riporta a casa. Kessler è visibilmente tormentato da un passato che la sua mente fatica a ricostruire completamente, un'ombra che incombe sulle sue azioni. Parallelamente, la presenza di quest'uomo risveglia in Liz un turbamento crescente, un'eco dolorosa del suo amore perduto. Il destino tesse una trama incerta: il passato di Kessler lotta per riaffiorare e la verità sul suo passato legame con Liz potrebbe cambiare le loro vite.